# 温州 (浙江省)
温州（溫州、おんしゅう/うんしゅう）は、中国にかつて存在した州。唐代から南宋にかけて、現在の浙江省温州市一帯に設置された。

## 概要
622年（武徳5年）、唐により隋の永嘉郡永嘉県の地に東嘉州が置かれた。東嘉州は永嘉・永寧・安固・横陽・楽成の5県を管轄した。627年（貞観元年）、東嘉州は廃止され、括州に編入された。675年（上元2年）、括州の永嘉・安固の2県を分離して温州が立てられた。742年（天宝元年）、温州は永嘉郡と改称された。758年（乾元元年）、永嘉郡は温州の称にもどされた。温州は江南東道に属し、永嘉・安固・横陽・楽成の4県を管轄した。
1117年（政和7年）、北宋により温州に応道軍節度が置かれた。1265年（咸淳元年）、温州は瑞安府と改められた。瑞安府は両浙路に属し、永嘉・平陽・瑞安・楽清の4県を管轄した。
1276年（至元13年）、元により瑞安府は温州路と改称された。温州路は江浙等処行中書省に属し、録事司と永嘉・楽清の2県と瑞安州・平陽州の2州を管轄した。
1368年（洪武元年）、明により温州路は温州府と改められた。温州府は浙江省に属し、永嘉・瑞安・楽清・平陽・泰順の5県を管轄した。
清のとき、温州府は浙江省に属し、永嘉・瑞安・楽清・平陽・泰順の5県と玉環庁を管轄した。
1913年、中華民国により温州府は廃止された。